# Campo Militar San Pedro
El Campo Militar San Pedro es un establecimiento rural propiedad del Ejército Argentino situado a 12 kilómetros de la localidad de Laguna Paiva, en jurisdicción de la comuna de Campo Andino, departamento La Capital, provincia de Santa Fe, señalizado el 15 de setiembre de 2012 como "sitio de memoria" por la Secretaría de Derechos Humanos de la Nación.
Se denomina sitios de memoria a los lugares que funcionaron como centros clandestinos de detención (CCD) o que fueron utilizados para ejecutar el terrorismo de Estado por parte de la última dictadura cívico militar (1976-1983) de Argentina. En estos sitios permanecieron secuestradas y fueron torturadas, asesinadas y/o desaparecidas personas perseguidas por razones políticas.
En este predio militar se encontró una fosa común con los restos de cinco hombres y tres mujeres con evidencias de haber sido asesinados.

## Víctimas identificadas
Los primeros en ser identificados fueron María Esther Ravelo, María Isabel Salinas de Bosso, Carlos Alberto Bosso y de Gustavo Adolfo Pon. En marzo de 2013 fue identificado Oscar Federico Winkelmann y en junio del mismo año Miguel Ángel D'Andrea.

### Oscar Federico Winkelmann
(10 de diciembre de 1950, San Lorenzo, provincia de Santa Fe, 7 de septiembre de 1977). Estudiante universitario en la Facultad de Ciencias Jurídicas y Sociales,  de la Universidad Nacional del Litoral. Dirigente de la JP Regional Dos, militante de la Juventud Peronista y luego de Montoneros. Secuestrado el 6 de agosto de 1977 en las inmediaciones de Plaza Constitución. Fue asesinado el 7 de septiembre de 1977. Su cuerpo fue identificado en marzo de 2013.

### María Isabel Salinas de Bosso
Mary (18 de diciembre de 1954, Barrio Santa Lucía de Santa Fe, secuestrada desaparecida 17 de septiembre de 1977, Rosario).  Junto a su esposo Carlos Alberto Bosso pertenecían a la agrupación Montoneros. Su hija Mariana nació el 10 de junio de 1976. Fue secuestrada desaparecida junto con su marido. Sus restos aparecieron en febrero de 2010, en una fosa común clandestina en Campo Militar San Pedro.

### Carlos Alberto Bosso
Carlitos (7 de febrero de 1950, El Trébol, Santa Fe, secuestrado desaparecido 17 de septiembre de 1977, Rosario), en 1968 comenzó a estudiar Ingeniería Química en Santa Fe. En el trabajo barrial, Carlos conoció a Mary (María Isabel) Salinas con quien se fue a vivir a Rosario donde fue secuestrado desaparecido con su esposa. Su cuerpo también fue recuperado en marzo de 2011.

### Gustavo Adolfo Pon
Era el segundo de siete hermanos, hijos de un padre zapatero y una madre ama de casa. Comenzó a estudiar en el Seminario de Paraná, pero luego de seis años se apartó de la institución y comenzó a estudiar Filosofía en la Universidad Católica de Santa Fe. Tuvo una activa participación en los grupos cristianos relacionados con la Teología de la Liberación y dio clases en el Profesorado de Venado Tuerto, en la Facultad de Agronomía y Veterinaria de Esperanza y en la Facultad de Ciencias Económicas de Santa Fe. En 1973 fue subsecretario de Cultura y Acción Social de la Municipalidad de Santa Fe. Fue secuestrado en Santa Fe en marzo de 1976. Sus restos fueron identificados en diciembre de 2010.

### Miguel Ángel D’Andrea
“El Chacha” (12 de diciembre de 1953, Rosario, provincia de Santa Fe, secuestrado desaparecido 17 de septiembre de 1977, Rosario). Estudiante en la Facultad de Psicología de la Universidad Nacional de Rosario. Militante de Juventud Universitaria Peronista (JUP) y Montoneros. Secuestrado desaparecido el 17 de septiembre de 1977. Sus restos fueron identificados en junio de 2013.

## Identificación y nuevas investigaciones
Aún resta conocer la identidad de un hombre y una mujer. El hombre podría ser Guillermo White Saint Girons. Su hermana, María Rosa White, es la única persona de la familia White que permanece con vida, por lo cual, pese a la negativa inicial, forma parte de la investigación en calidad de víctima, ya que su hermano era soltero y no tenía hijos.
Jorge Castro, referente del Movimiento Ecuménico por los Derechos Humanos y uno de los querellantes en la causa que investigó el enterramiento clandestino con los ocho cuerpos en el campo militar San Pedro, planteó la necesidad de profundizar las investigaciones y ampliar el área de búsqueda, ya que hasta el 2013 sólo se habían examinado unas 400 hectáreas, un 20% de la superficie total del campo.

## Reinstalación del Ejército en Campo San Pedro
En 2016 autoridades del Ejército presentaron una solicitud ante la justicia para que se le permita a los miembros de unidades militares de Santo Tomé y Santa Fe utilizar el predio para la realización de prácticas y ejercicios militares. Distintos organismos de derechos humanos a su vez solicitaron que se rechace esa solicitud y se conserve el predio como Sitio de Memoria, además de preservar el lugar donde, según testimonios, quedan por recuperar cuerpos inhumados ilegalmente en distintos puntos que aún no se han examinado.

## Preservar la memoria
En el año 2018 la Cámara de Diputados en su compromiso con las políticas de memoria, verdad y justicia en la provincia, respaldó el proyecto del Foro contra la Impunidad y por la Justicia de Santa Fe para que el Campo San Pedro se convierta en un “Centro de la Memoria y Formación de Antropólogos Forenses y de búsqueda permanente de desaparecidos”, asimismo rechazó el pedido del Ejército para reciclar ese centro de exterminio del terrorismo de Estado en un campo de prácticas y maniobras militares. La iniciativa fue de cuatro legisladoras: la presidenta de la comisión de Derechos y Garantías, Alicia Gutiérrez y sus colegas Silvia Augsburger, Inés Bertero y Claudia Moyano, que piden la conservación del Campo San Pedro como Centro de Memoria, rechazando que el Ejército lo vuelva a utilizar como entrenamiento de fuerzas militares, propone que se lo destine a la capacitación de antropólogos forenses y exhorta a continuar con las investigaciones y las excavaciones hasta hallar todos los cuerpos de las víctimas enterradas clandestinamente por la dictadura militar. La iniciativa cuenta con la adhesión de las Abuelas de Plaza de Mayo, otros organismos de Derechos Humanos, junto a organizaciones políticas para que la legislatura sancione una ley que cancele la posibilidad de que se utilice el lugar como zona de maniobras y se convierta en un espacio de memoria, verdad y justicia. El proyecto busca además preservar el lugar para continuar con la búsqueda de otros desaparecidos. Este proyecto no tuvo el respaldo esperado y ahora el Campo Militar San Pedro volvió a manos del Ejército Argentino.